# سوفوس أوقست ويلهلم شتاين
سوفوس أوقست ويلهلم شتاين (بالدنماركية: Sophus August Wilhelm Stein)‏ هو عالم تشريح وطبيب وجراح وأستاذ جامعي دنماركي، ولد في 29 يوليو 1797، وتوفي في 14 مايو 1868.